# サモトラケのアリスタルコス

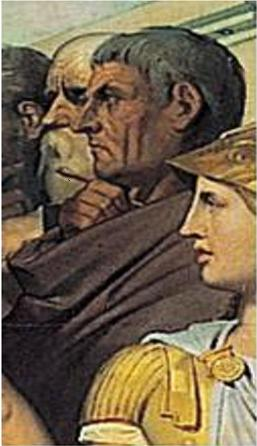
ジャン＝オーギュスト・ドミニク・アングルの絵画『ホメロス礼賛』（1827年）に描かれたアリスタルコス。

サモトラケのアリスタルコス （古希: Ἀρίσταρχος ὁ Σαμόθραξ, 紀元前220年? - 紀元前143年?）は、ホメーロスの叙事詩を研究する学者のみならず文献学に大きな影響力を持った人物である。アリストファネスにビザンチンで師事した、アレクサンドリア図書館の司書であり、後にその仕事を引き継いで館長になったとみられている。弟子には後に古代ギリシア語の文法を体系化するトラキアのディオニュシオスがいる。

## 概要
「ホメロスからホメロスを理解する」といわれるようにアリスタルコスはホメロスの詩を原典批判しつつ編纂し、史上最も重要な版をまとめあげた。また師のもちいた強勢の原則(accent system)にならい、韻律的な正確性に注目してテクストに当たったといわれており、疑わしい詩行を退けるときのアリスタルコスの厳しさはよく知られるところとなった。また「イーリアス」と「オデュッセイア」をそれぞれ24巻本に編集したのもアリスタルコスだとされているが、これはアレクサンドリアにおけるもう1人の先達であるゼノドトスが行ったという説のほうが有力である。スーダ辞典にはアリスタルコスは様々な分野にわたり800冊もの注釈書(ὑπομνήματα) を著したとあるが、今日それらは全て失われており、いくつかの断片的なスコリア（註）となって残っているだけである。
アリスタルコスはプトレマイオス朝時代のエジプトでプトレマイオス8世（そしてその甥のプトレマイオス7世)の教師役となり、ホメロスについての本も書かせているという。その死をめぐっては諸説あるが、自らが教えたプトレマイオス8世から兄に加担したと迫害を受けていた時期のことだという点には一致をみている。ある説によればキプロスへと亡命している間に不治の水腫にかかり、自ら飢えて死ぬことを選んだのだという。
歴史に刻まれたアリスタルコスの名前は文芸評論と結びつき、批判的な評者を指して「アリスタルコス的」なる言葉が生まれたほどである。